# Mallplaza
Mallplaza (escrito Mall Plaza hasta octubre de 2016) es una cadena de centros comerciales chilena que se encuentran distribuidos en nueve ciudades de Chile, cinco de Perú y cinco en Colombia.
De los 17 centros comerciales en Chile, ocho se encuentran en el Gran Santiago, dos en el Gran Concepción, y los otros en Arica, Iquique, Calama, Antofagasta, Copiapó, La Serena y Los Ángeles. En Perú, tiene centros comerciales en las ciudades de Lima, Arequipa, Trujillo, Piura y Huancayo. Por su parte, en Colombia cuenta con complejos comerciales en Cali, Bogotá, Barranquilla, Cartagena y Manizales.

## Historia
Mallplaza fue creada en junio de 1990, con la construcción del Centro Comercial Plaza Vespucio (originalmente Plaza Vespucio Shopping Center), en la comuna de La Florida, Santiago, inaugurado el 24 de agosto de ese año. Fue la primera incursión del Grupo Falabella en el rubro inmobiliario, y el segundo mall de su tipo después del Mall Parque Arauco. Plaza Vespucio es considerado expresión contundente del desarrollo de polos comerciales en otros sectores de Santiago (que hasta entonces solo se encontraban en el centro de la capital o el sector nororiente), junto con acceder el formato a sectores más populares de la población. Su arquitectura original era muy similar a de los centros comerciales estadounidenses desarrollados en la década de 1960. Al año siguiente se inauguraría un bulevar de servicios —el primero de su tipo en Chile— y en 1992 un cine Cinemark, la primera sucursal de la cadena en Chile y la primera fuera de Estados Unidos.
Las características de este mall (que aprovechaban grandes paños vacíos de la expansión suburbana de la capital de la época con densidad en crecimiento, y priorizando la excelente accesibilidad que se proyectaba mediante autopistas o líneas de Metro por sobre la peatonal) permitió tener un crecimiento expansivo, logrando inaugurar cuatro centros comerciales más antes del fin de la década: Oeste (Cerrillos, 1994), Trébol (Talcahuano, 1995; el primero fuera de Santiago), Tobalaba (Puente Alto, 1998) y La Serena (La Serena, 1998).
Un ejemplo de la expansión suburbana que caracteriza a la cadena es Plaza Oeste, que posteriormente pasa a llamarse Mall Plaza Oeste hasta 2016, ubicado en la comuna de Cerrillos. Este fue inaugurado el 4 de noviembre de 1994. Su expansión fue rápida, pues inicialmente solo contaba con tiendas menores. En 1998 se inauguran las primeras salas de cine así como una tienda de artículos para el hogar. En 2004, este centro comercial agrega a su oferta, la construcción de una sede de un instituto profesional Duoc UC. En 2007 pasa a contar con tres niveles distintos después de una gran ampliación, agregando nuevas tiendas y marcas a su oferta comercial. En la actualidad es uno de los únicos centros comerciales que cuentan con una tienda IKEA, inaugurada en 2022.
En junio de 1999, la cadena se renombra como «Mall Plaza» (anteriormente solo usaba «Plaza»), además de unificar los centros comerciales en un mismo logotipo. Ese mismo año se incorporó la cadena AutoPlaza, un minorista y concesionario de automóviles, y un centro médico Clínica Vespucio en la Plaza Vespucio (originalmente llamada Avansalud), además de salas de exposiciones del Museo Nacional de Bellas Artes, centros de diversión y salas de conciertos de la Sociedad Chilena del Derecho de Autor.
En 2003, ya teniendo cinco centros comerciales donde se incluían patios de comidas, cines, tiendas de importantes marcas, salas de teatro, exposiciones culturales, videotecas—, incorporó la educación a sus centros, añadiendo el Instituto Profesional DuocUC; y en conjunto con La Fuente se crea la Biblioteca Viva, una biblioteca pública al interior de algunos de sus centros comerciales. Casi simultáneamente fue inaugurado el Mallplaza Los Ángeles, en la ciudad chilena homónima. Posteriormente, se inauguró el Mallplaza Norte en la comuna de Huechuraba el 27 de noviembre de 2003.
En 2004, se añadieron sucursales de la cadena de centros médicos Integramédica a sus centros. En septiembre de 2006 abrió sus puertas Mallplaza Antofagasta, cuya obra privada fue parte del plan Bicentenario de la República de Chile, al recuperar 11 hectáreas de borde costero, reformulando el centro cívico de Antofagasta,[cita requerida] cuya plaza obtuvo un premio nacional de Arquitectura en 2010.[cita requerida] Durante esta época, Cencosud -competencia directa de Falabella- adquirió la cadena París y con esto el derecho a un sillón en Mall Plaza. Luego de una negociación entre las empresas, Cencosud vende la participación de París en Mall Plaza.[cita requerida]
Mallplaza inició en 2007 su internacionalización en Perú, bajo el nombre de Mall Aventura Plaza, con la apertura de un centro comercial en la ciudad de Trujillo.[cita requerida] En 2008, inauguró un centro comercial en Callao y en 2010 en Arequipa. En 2012, abrió un nuevo centro comercial en la metrópoli de Lima, en el distrito de Santa Anita.
A diferencia de Chile, Mall Aventura Plaza en Perú tenía como accionistas a 2 grupos de venta minorista que son el Grupo Falabella y Ripley. Por este motivo los centros comerciales Mall Aventura Plaza llevaban como tiendas anclas las tiendas por departamentos Falabella, Ripley, Mango y algunas veces París, los hipermercados Tottus y las tiendas de construcción para el hogar Sodimac y Crate&Barrel. También poseen en sus instalaciones complejos de salas cines y MotorPlaza (símil de AutoPlaza). Posteriormente se dividió en 2: Mallplaza (Falabella) y Mall Aventura (Ripley), por lo que los malls de Santa Anita y Porongoche dejaron de ser parte de la cadena. Mallplaza inauguró otro centro comercial en Arequipa.
A fines de abril de 2008, se inauguró el Mallplaza Alameda, ubicado a un costado de la Estación Central de Santiago, que tiene allí como principal competidor al Mall Paseo Estación (actualmente Mall Arauco Estación). En diciembre del mismo año fue inaugurado Mallplaza Sur en San Bernardo, a un costado de la Autopista Central a la altura de Nos.
Al año siguiente (2009), la cadena adquirió el antiguo Mall Calama ubicado en la ciudad homónima; después de realizar cambios de fachada, de razón social y de logotipo, se convirtió en el Mallplaza Calama, que en 2011 abrió al público la ampliación con los servicios característicos de la cadena.
En agosto de 2012, fue inaugurado Mallplaza Mirador Biobío, el tercer centro comercial de la cadena en la Región del Biobío. El 18 de diciembre de 2013 abrió el primero sustentable de Chile y de la empresa: Mall Plaza Egaña, que se convirtió también en el primer Mallplaza en la zona nororiente de Santiago. 
El 14 de noviembre de 2014, se inauguró Mallplaza Copiapó en la ciudad homónima. El 1 de septiembre de 2017, se inaugura Mallplaza Los Dominicos, ubicado cerca del parque Los Dominicos en la comuna de Las Condes, Santiago, siendo el segundo mall de la cadena en el sector nororiente de Santiago.
El 12 de abril de 2018, se inaugura la primera etapa de Mallplaza Arica en la ciudad homónima, el cual consta de la apertura de las tiendas anclas Ripley y Falabella, del hipermercado Líder, patio de comidas y otras tiendas pequeñas. La inauguración oficial del centro comercial fue en mayo de ese mismo año. Con dicha inauguración, la cadena se consolidó en todas las capitales regionales del norte de Chile.
El 1 de septiembre de 2020, se inaugura un nuevo centro comercial en el distrito de Comas. 
En marzo de 2025, Mallplaza adquirió los C.C. de Open Plaza en las ciudades de Piura, Huancayo y Lima.

## Propiedad
A fines de 2010, los controladores principales de esta cadena (el Grupo Plaza) eran la familia Solari (propietarios del Grupo Falabella, a través de diversas sociedades de inversión y los denominados Grupo Bethia, Grupo Auguri, Grupo Corso, Grupo San Vitto, Grupo Liguria y Grupo Amalfi) y la familia Castillo más específicamente Rolando Castillo Soto.
A través de Desarrollos Inmobiliarios S.A., ambas familias alcanzan el 59 % de la propiedad de Mallplaza. Los Del Río, con su holding Dersa, poseen alrededor de un 20% de Desarrollos Inmobiliarios, mientras que diversos grupos de los Solari y personas directamente relacionados con ellos se reparten la mayoría de la sociedad controladora. Por su parte, Rolando Castillo Soto, quien aparte de tener otros negocios muy exitosos, en esta parte solo tiene el 40 %.

## Centros comerciales

### Chile

#### Mallplaza Vespucio

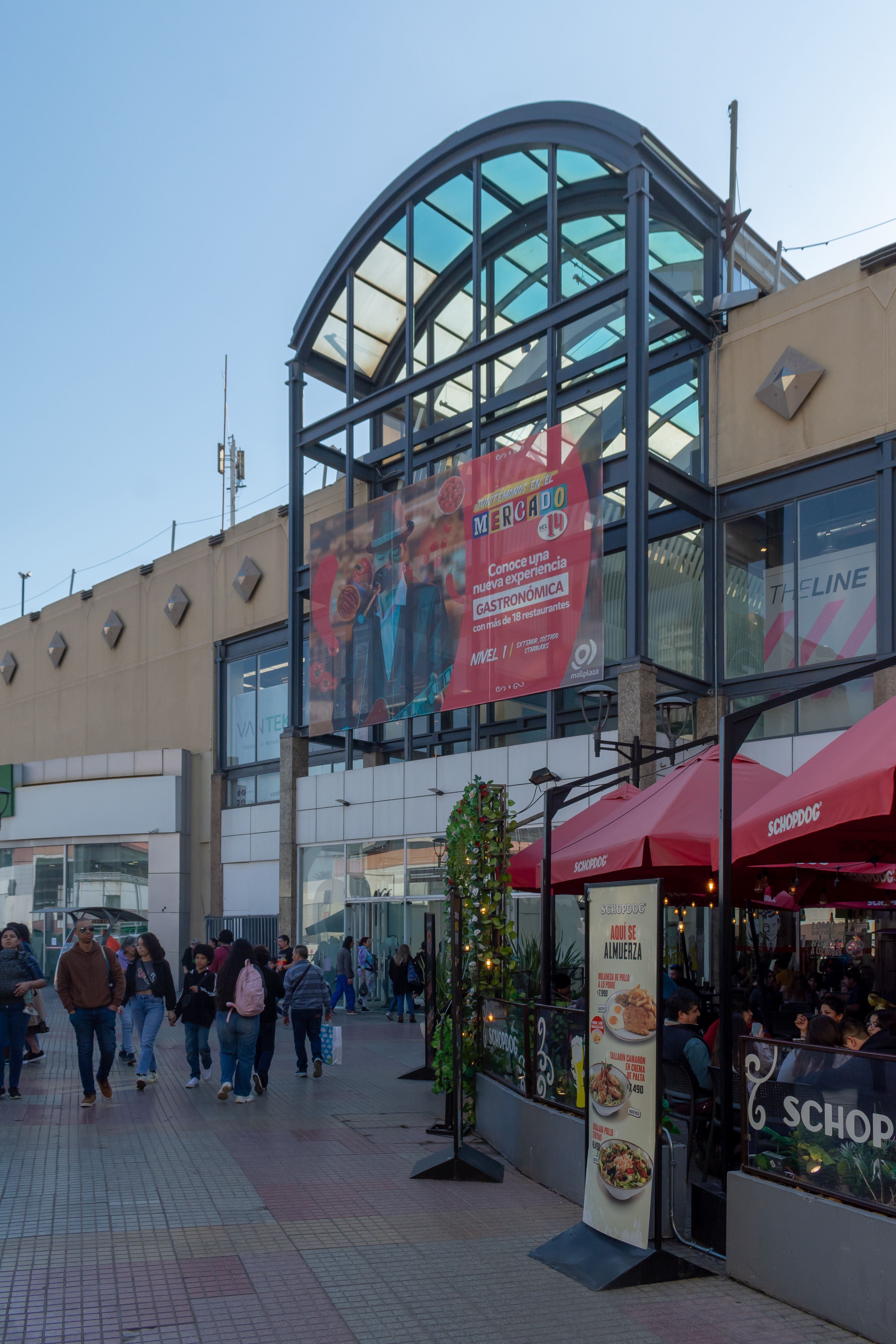
Mallplaza Vespucio.

Inaugurado en la comuna de La Florida, el 24 de agosto de 1990 con las tiendas Muricy y Falabella como anclas, es el primer centro comercial de la cadena Mallplaza. Cuenta con acceso directo al metro Bellavista de La Florida (línea 5) y se encuentra a una cuadra de la estación Vicuña Mackenna (línea 4 y 4A). 
Se compone por tiendas departamentales de las cadenas Falabella, Ripley, París, Fashion's Park, Tricot, un hipermercado Líder y una tienda de deporte Decathlon, el segundo patio de comidas más grande de Santiago de Chile compuesta por 16 tiendas de comida, un sector de ventas de automóviles AutoPlaza, sala de conciertos SCD y teatro, un centro médico Clínica Vespucio, Biblioteca Viva, un sector Aires, un sector Las Terrazas, y un Instituto Profesional Duoc UC. Además cuenta con un bulevar de bancos, encomiendas y servicios. Para el entretenimiento, se encuentra la cadena de cines Cinemark, centro de entretención y bowling Happyland.
Destaca por ser punto de encuentro de las personas que se encuentran ubicadas en el sector suroriente de Santiago como Macul, Peñalolén, San Joaquín, La Florida y Puente Alto. 
Cuenta con fácil accesibilidad tanto en transporte privado (por medio de autopista Vespucio Sur) como público (tanto en Red Metropolitana de Movilidad, además de las líneas de metro 5, 4 y 4A, además de transporte público alternativo.
En los alrededores del centro se han instalado diversos locales comerciales como un Sodimac, un hipermercado Tottus, un supermercado Mayorista 10, un Integramédica y un centro de entretención Chuck E. Cheese's. Tiene como cercano competidor al Mall Florida Center, de la cadena Cencosud, el cual se ubica a solo un kilómetro de distancia.
Es el centro comercial con más recordación del mercado en Chile y el tercero en visitas tras el Mall Arauco Estación y Costanera Center.[cita requerida]
En los Juegos Suramericanos de 2014, realizados en Santiago, el complejo de entretenimiento Happyland, ubicado en el interior del centro comercial, albergó las competencias de bolos. Se espera que el recinto también aloje las competencias de dicho deporte en los Juegos Panamericanos de 2023.
En diciembre de 2021, se anunció que se construirían tres torres de edificios residenciales en el centro comercial y una nueva ampliación, que se realizarían en cinco etapas en un total de 11 años.

#### Mallplaza Oeste
Inaugurado el 4 de noviembre de 1994 en la cercanía de los límites de las comunas de Maipú, Cerrillos y Lo Espejo, fue el segundo centro comercial de la cadena Mallplaza. El mall abrió sus puertas dotado de dos tiendas por departamento (Falabella y París), además de 177 tiendas menores distribuidas en dos niveles, 15 restaurantes y una zona de juegos infantiles. Posteriormente en 1998, Mallplaza Oeste incorporó a su oferta diez salas de cine Cinemark e inauguró unas tienda para el hogar y la construcción de la cadena estadounidense The Home Depot (actualmente Sodimac Homecenter).
Más tarde, en octubre de 2000, inició sus actividades el sector de compra, venta, manutención y equipamiento de automóviles nuevos y usados (AutoPlaza) mientras que en 2002 se inauguró un centro médico Integramédica, junto a 30 tiendas menores con una tercera tienda departamental (Ripley). En 2004 inició sus actividades el Instituto Profesional DuocUC y tres años más tarde se realizó una ampliación mayor del centro comercial, que pasó a tener tres niveles de tiendas menores, incrementando la oferta de marcas.
Actualmente, el equipamiento del Mallplaza Oeste consiste en alrededor de 200 tiendas menores en tres niveles; tres tiendas departamentales de las cadenas Falabella, París y Ripley, 17 salas de cine de la cadena Cinemark, un hipermercado Tottus, una tienda de mejoramiento del hogar Sodimac Homecenter y Sodimac Constructor, un patio de comidas, una sede del Instituto Profesional DuocUC, una zona de juegos infantiles Happyland, un centro automotor AutoPlaza, un centro médico Integramédica y 5000 estacionamientos cubiertos y descubiertos. Además cuenta con un sector Las Terrazas y servicios menores como instituciones bancarias, servicios públicos, empresas de servicios.
Cuenta con fácil accesibilidad tanto en transporte privado (por medio de la autopista Vespucio Sur y autopista Central) como público (tanto en Red Metropolitana de Movilidad, como en transporte público alternativo. Además a casi 5 kilómetros de Mallplaza Oeste, se encuentra la estación Cerrillos de la Línea 6 del Metro de Santiago. Las instalaciones se ampliaron para recibir a «Aires de Mallplaza» contando con más de 30 nuevas marcas nacionales e internacionales, además de nuevos restaurantes y una laguna artificial, además 14 mil metros cuadrados al aire libre.
El 14 de diciembre de 2022 se inauguró la tienda de muebles y decoración sueca IKEA, en el sector donde estaba el supermercado Tottus, que se trasladó al interior del centro comercial (donde estaba Homy).

#### Mallplaza Trébol

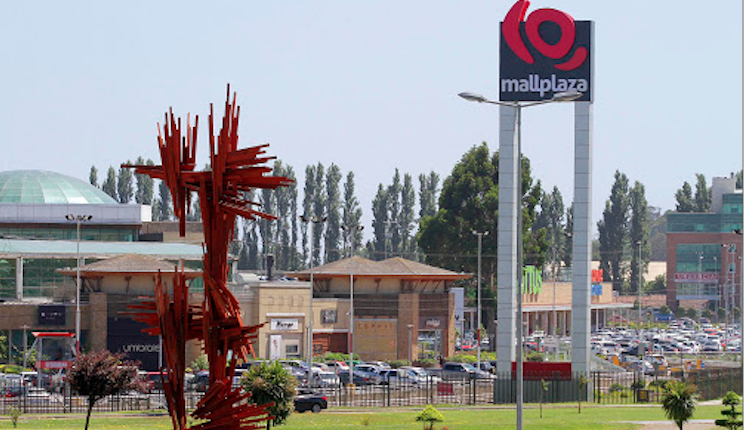
Acceso del Mallplaza Trébol por avenida Jorge Alessandri.

Es el tercer centro comercial de la cadena Mallplaza en el país, y el primero de los locales de la cadena construido fuera de Santiago, el cual está ubicado en la comuna de Talcahuano del Gran Concepción, Región del Biobío. Fue inaugurado el 28 de abril de 1995. Actualmente tiene 132.280 m² de superficie. Alrededor de este centro comercial se han instalado varios supermercados, hoteles, clínicas y proyectos inmobiliarios.
Contaba al momento de su apertura con 120 tiendas menores, dos tiendas por departamento (París y Falabella), un centro de esparcimiento infantil y de mantención, un patio de comidas y siete salas de cine de la compañía Cinemark. Además, contó en su tiempo con servicios de la línea Expresos Plaza del Mall (actual Expresos Chiguayante desde la licitación de recorridos) que iniciaban y terminaban su recorrido en el actual estacionamiento del centro comercial.
En 1997, se produce la primera ampliación del centro comercial, que cuenta con un Bulevar de servicios con 22 tiendas especializadas, un gimnasio, una zona bancaria, y un supermercado (Santa Isabel, actualmente Jumbo). Con esto, se construye una pasarela peatonal junto al Bulevar y sobre la Autopista Concepción-Talcahuano y dos paraderos junto a ella. Además, se inauguran una tienda para el hogar y la construcción (Home Depot, que después se llamó Home Store y que actualmente es Homecenter Sodimac) y un local de comida rápida, fuera del patio de comidas (McDonald's, que en 2004 fue incorporado al patio de comidas).
En marzo de 2003, se inaugura una tercera tienda departamental (Ripley) y a fines de ese año se amplía el patio de comidas y se inauguran Biblioteca Viva, una sala de eventos (Espacio Cero) y una clínica (Integramédica).
En octubre de 2005, se inauguran la primera bolera de boliche americano (bowling) de la región y el sector de venta de automóviles (AutoPlaza), donde se emplazaba el desaparecido McDonald's.
En 2007, se inaugura una nueva ala con más tiendas y también patios de comida exteriores, una plaza de esculturas y estacionamientos de 3 pisos techados, además de una cuarta tienda departamental (Johnson's, que en 2016 fue cerrada). A fines de este año se construye un paso sobrenivel por Autopista para descongestionar la avenida Jorge Alessandri, además de un nuevo sector "Aires" caracterizado por su ambiente natural.
El 28 de marzo de 2008, una parte de la pasarela peatonal en la autopista Concepción-Talcahuano se derrumbó a causa de un camión que superaba la altura máxima permitida; esto también provocó que un microbús quedara aplastado mientras pasaba por allí. A causa de esto, la recientemente inaugurada pasarela vehicular (ubicada tras la peatonal) tuvo que cumplir la función de reemplazar la pasarela peatonal dañada. Esta última fue reconstruida y reforzada a finales de diciembre de 2008, además de comenzarse la construcción de ascensores en sus subidas. Junto a ello, a fines de 2008 se terminó una nueva ampliación del Bulevar, junto a la zona bancaria.
Paralelo a las mejoras acometidas en 2008, Mallplaza anuncia la compra de aproximadamente 100.000 metros cuadrados en el sector Ribera Norte de Concepción para la construcción del segundo Mallplaza del Gran Concepción, llamado Mallplaza Mirador Biobío.
A mediados de 2011, se abre otro local de comida rápida, dentro del patio de comidas (Burger King, siendo el primer local de la filial chilena de esta cadena estadounidense en el Gran Concepción) y a fines de ese año se inauguran una nueva ala del sector Aires y los terceros pisos de Falabella y Ripley. Sin embargo, el 24 de febrero de 2012 un incendio consumió el 25% del centro comercial, que comenzó en las bodegas de la tienda Ripley, destruyendo por completo la tienda mencionada. El centro fue parcialmente reabierto en un 75 % el 1 de marzo de 2012. A mediados del mismo mes se reabren la Biblioteca Viva, Happyland, la mitad del patio de comidas, así como también se inauguran tiendas del nuevo sector de Aires, y a fines de abril del mismo año, comienzan a reabrirse locales de gran parte de la zona afectada. Luego de intensos trabajos y la reconstrucción completa de Ripley, a inicios de 2013 se vuelve a abrir la totalidad de los sectores dañados por el incendio, con excepción del bowling el cual es cerrado definitivamente.
A mediados de 2013, comienza la construcción de una nueva ampliación del centro, al mismo tiempo que comienza la ampliación de la avenida Jorge Alessandri y se abre la extensión de la Avenida Ramón Carrasco. Esta última avenida, al término de las faenas en Alessandri, será un nuevo acceso al Mallplaza Trébol, reemplazando al actual por Alessandri. La ampliación del centro antes dicha se inauguró a inicios de 2014, suplementando al centro con un hipermercado Tottus en el anterior sector de estacionamiento de la zona posterior. Además, se amplía unos metros por su frontal para trasladar el patio de comidas hacia dicho sector, ocupando además parte del antiguo patio de Comidas y el extinto Bowling. Además llegarán por primera vez diversas tiendas al Gran Concepción. También se añadieron nuevos estacionamientos subterráneos que se sumaron a los ya existentes.
El 9 de diciembre de 2015, se inaugura el nuevo acceso por la avenida Jorge Alessandri, la cual fue renovada para disminuir los tiempos de traslado desde y hacia el aeropuerto y el sector de las Lomas de San Andrés. Estas obras financiadas por Mallplaza y bajo la supervisión técnica del Ministerio de Obras Públicas, consisten en un puente por la avenida Jorge Alessandri, y un túnel bajo nivel por la avenida Ramón Carrasco para el acceso directo al centro comercial.
El 15 de diciembre de 2022 se inauguró el supermercado Jumbo donde estaba anteriormente el supermercado Santa Isabel en el mismo recinto.
Perpendicular a lo anterior, y sin previo aviso, el día 10 de noviembre de 2023, fueron explotadas unas bombas de ruido en este centro comercial, junto con el mall Mirador Bío-Bío, también propiedad del grupo Plaza, y el Mall del Centro Concepción, sin relación con la empresa. Después de investigaciones, se descubrió que la razón de estos artefactos tenía relación con el conflicto Israel-Gaza.

#### Mallplaza Tobalaba

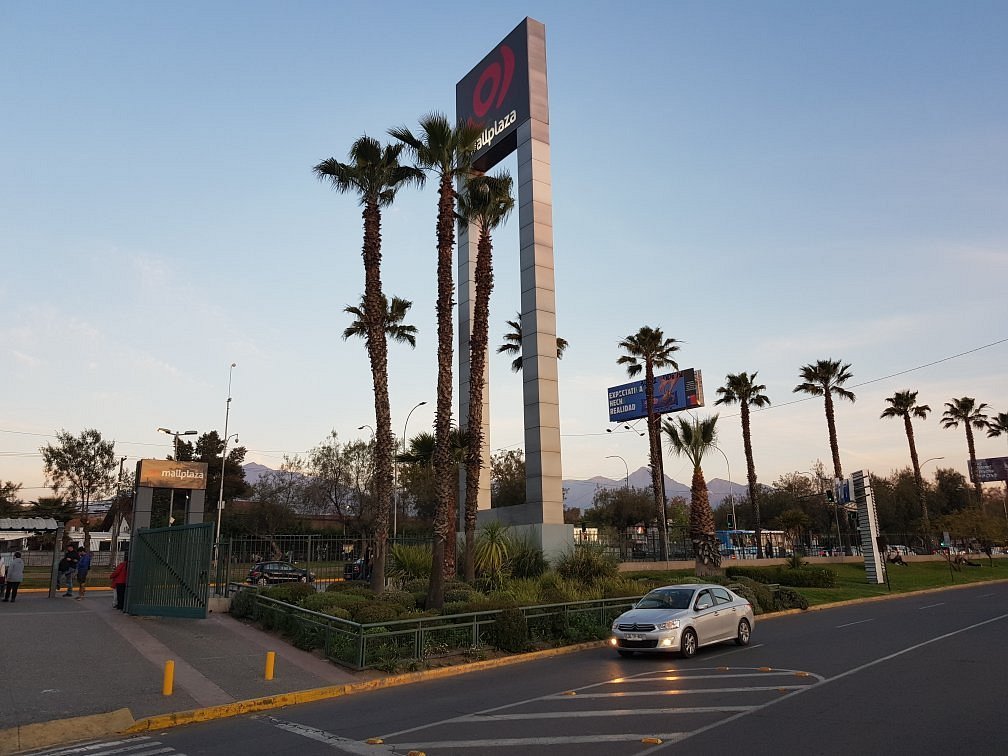
Estacionamiento del Mallplaza Tobalaba, ubicado en el sector suroriente de Puente Alto.

Es el cuarto centro comercial de la cadena Mallplaza, se ubica en la comuna de Puente Alto. Fue inaugurado el 12 de noviembre de 1998. Ha servido para descongestionar el Mallplaza Vespucio, ubicado en la comuna de La Florida. 
Cuenta actualmente con dos tiendas por departamento (Falabella y Ripley), un cine Cinemark con seis salas y capacidad de 1710 personas, una tienda de mejoramiento del hogar y construcción Sodimac, un hipermercado Tottus, un centro médico Integramédica, un sector de venta de automóviles AutoPlaza (añadidos en 2004), una Biblioteca Viva, una zona de juegos infantiles Happyland, un patio de comidas y un bulevar de servicios.
Desde 1999 hasta 2023 estuvo la tienda París, la cual fue cerrada el 31 de enero de 2023 por decisión de Cencosud debido al fin del arriendo y en su lugar se instalará un espacio gastronómico y una nueva tienda H&M, la cual que fue inaugurado el 22 de noviembre de 2023. En junio de 2024 se inauguró el Espacio Gastronómico y un mall chino Duandy.
Este centro comercial cuenta con una vista privilegiada, ya que frente a su patio de comidas se encuentra la Cordillera de los Andes. 
Después de su construcción aparecieron próximos al centro comercial las cadenas de supermercados Montserrat (actualmente un Mall Chino) y Carrefour (actual Líder).
Cuenta con fáciles accesos por las avenidas La Florida y Camilo Henríquez y por las calles El Peral y Los Toros, a través de los recorridos 102, 104, 114, 124, 712, E08, F07, F08, F10, F13/c y F27 de la Red Metropolitana de Movilidad, sumados a otros servicios alternativos.

#### Mallplaza La Serena

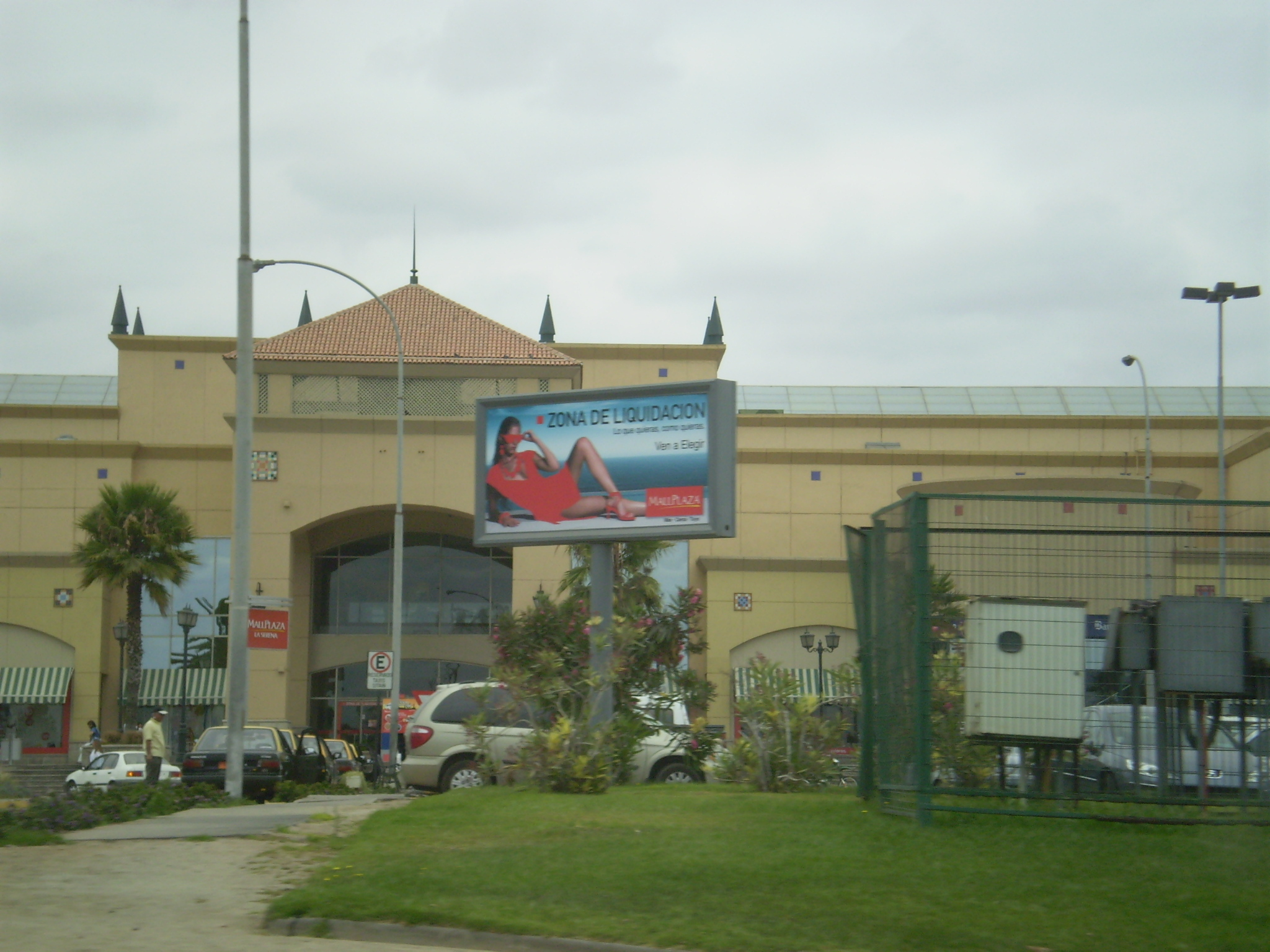
Mallplaza La Serena.

Es el quinto centro comercial de la cadena Mallplaza y el segundo fuera de Santiago, se ubica en la comuna de La Serena, Región de Coquimbo. Fue inaugurado el 12 de diciembre de 1998. 
Su objetivo es satisfacer múltiples necesidades de los habitantes de las comunas de La Serena, Coquimbo, que conforman una población de 500.000 habitantes. Se compone de dos tiendas por departamento o tiendas ancla (Falabella y París), 70 tiendas menores, seis salas de cine Cinemark, una zona de juegos infantiles Happyland y nueve restaurantes.
En noviembre de 2001, inauguró el centro médico Integramédica y en septiembre de 2004 una Biblioteca Viva. A inicios de 2008 inauguró su ampliación, que contempló la construcción de un AutoPlaza y un bulevar de Servicios. El domingo 26 de agosto de 2012 abrió sus puertas Aires de Mallplaza La Serena.
Actualmente se trabaja en una ampliación que incluiría un hipermercado Tottus, nuevas marcas, más estacionamientos y reubicación de Cinemark.

#### Mallplaza Los Ángeles

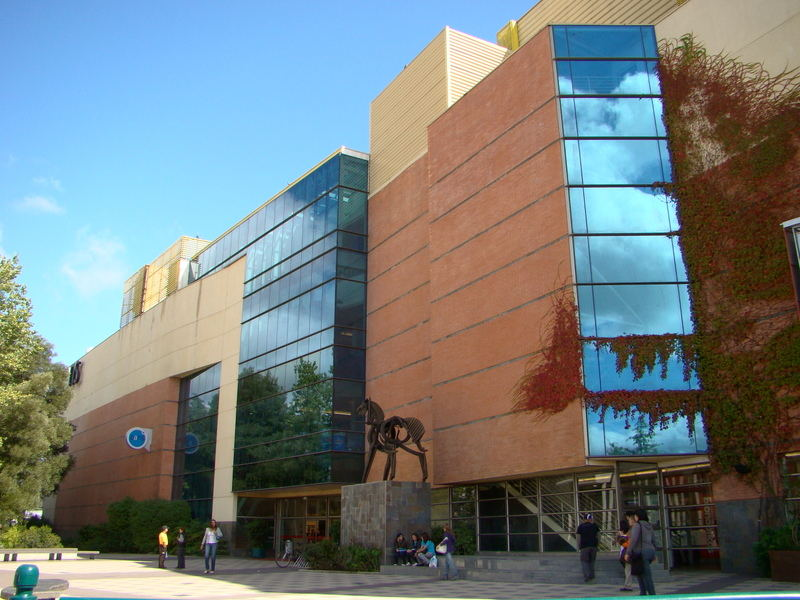
Mallplaza Los Ángeles.

Es el sexto centro comercial de la cadena Mallplaza y el segundo de los locales de la cadena construido en la Región del Biobío, ubicado en la comuna de Los Ángeles. El recinto abrió sus puertas el 27 de marzo de 2003, para atender las necesidades de cerca de 250.000 personas, de diversas ciudades y comunas de la provincia de Biobío y sus alrededores. Se ubica en el centro de la ciudad, a orillas del Río Quilque, en los que fueran los terrenos del antiguo Liceo Industrial de Los Ángeles. 
Su oferta comercial actual está compuesta por tres tiendas de departamentos (Falabella, Ripley y París), un hipermercado Tottus, sesenta tiendas menores, una Biblioteca Viva, un centro de entretención Happyland, un patio de comidas y salas de cine (Cinépolis). El 2008 terminaron las obras de ampliación de su cuarto nivel, donde fue trasladado el patio de comidas con la intención de instalar un AutoPlaza en el primer nivel, lo que finalmente no se concretó y se ubicaron otras tiendas.
El 2013 se inauguraron de manera definitiva las obras de ampliación del centro, ubicándose en la manzana colindante en su cara norte una nueva tienda departamental (Ripley), un hipermercado (Tottus, siendo actualmente el más austral de la cadena), tiendas de servicios y estacionamientos en altura, unidos a la estructura original del centro comercial mediante un paso en altura. Es el primer centro comercial de la cadena que no se ubica en las inmediaciones de una capital regional.

#### Mallplaza Norte
Es el séptimo centro comercial de la cadena Mallplaza, ubicado en la comuna de Huechuraba. Inaugurado el 27 de noviembre de 2003 fue diseñado para atender las necesidades de consumo y servicios de los habitantes de las comunas del sector norte de Santiago como ocurre con Huechuraba, Quilicura, Conchalí, Recoleta.
Su construcción se justificó en su momento debido al gran desarrollo inmobiliario e industrial del sector, presente hasta la actualidad como consecuencia de la alta disponibilidad de terrenos para construcción.
Su equipamiento comercial consiste en tres tiendas departamentales (Falabella, París y Ripley), una tienda de mejoramiento de hogar y construcción Sodimac, un hipermercado Líder, 150 tiendas menores, 6 salas de cine operadas por Cinemark, un patio de comidas, un centro médico Integramédica, un centro automotor AutoPlaza, una Biblioteca Viva, un centro de entretención Happyland y 3500 estacionamientos cubiertos y descubiertos.
Desde 2017 fue ampliado para albergar más de 20 nuevas tiendas menores, reubicando el gimnasio Energy Fitness al costado de Avenida Américo Vespucio y junto con esto, se inaugura una nueva tienda H&M y un local de comidas y juegos Chuck E. Cheese's a fines de 2019. 
Tiene excelente conectividad a través de la autopista Vespucio Norte Express en los recorridos 201, 425, 429, 429c, B05, B08, B18 y B43 de la Red Metropolitana de Movilidad, sumado a los otros transportes colectivos y la estación Los Libertadores de la Línea 3 del Metro de Santiago, situada algunas cuadras al poniente e inaugurada el 22 de enero de 2019.
Entre 2011 y 2025 estuvo la tienda La Polar la cual cerró su tienda el 7 de abril por decisión de la empresa ante la fusión con Abcdin.

#### Mallplaza Antofagasta

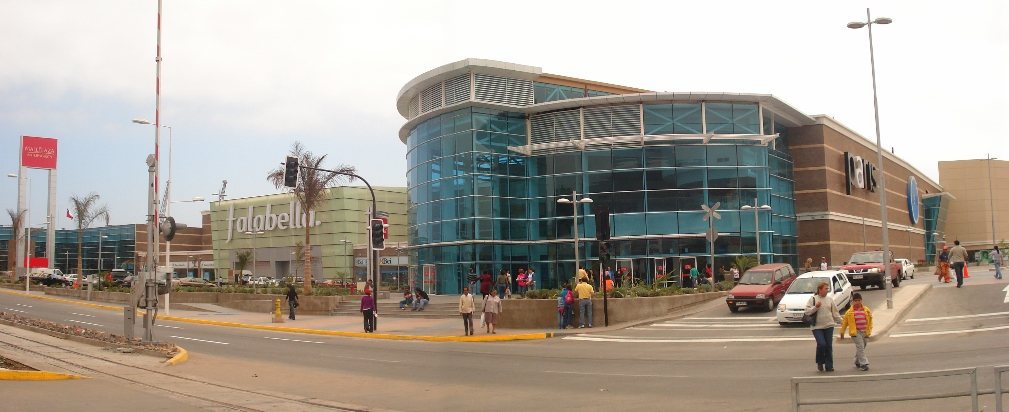
Parte norte de Mallplaza Antofagasta.

Mallplaza Antofagasta es el octavo centro comercial de la cadena Mallplaza, y el primer recinto de este tipo construido en Antofagasta en la región homónima. Este centro comercial forma parte fundamental de proyecto Puerto Nuevo (licitado por la Empresa Portuaria Antofagasta), y cuenta con un espacio de aproximadamente 160.000 m² y 2.600 estacionamientos subterráneos.
La primera etapa incluyó seis salas de cine (CineMundo, propiedad de Chilefilms; actualmente Cinépolis), dos tiendas por departamento (Falabella y París), una tienda de hogar y construcción Sodimac, un hipermercado Tottus (el primero fuera de Santiago), un complejo de restaurantes a la carta (Las Terrazas de Mallplaza), además de una Biblioteca Viva, sala de exposiciones, patio de comidas, un Happyland, un AutoPlaza y una rampla con vista al mar, además de 120 locales menores.
Además, se contempló la construcción de un proyecto de la sociedad entre Sol Meliá Hotels & Resorts y Casino Magic Antofagasta (filial de Pinnacle Entertainment). Este último dependía de la adjudicación, por parte de Casino Magic Antofagasta, del llamado a concurso de la Superintendencia de Casinos de Juego de Chile. Dicha sociedad pretendía además construir el primer Sea Aquarium de Chile y un tranvía turístico, todo dentro de un proyecto que especulaba un costo aproximado de US$ 90.000.000. Finalmente Casino & Resort Enjoy Antofagasta se adjudicó la licencia de casino, el 14 de julio de 2006, con lo cual el proyecto de Casino Magic Antofagasta fue descartado.
El 14 de septiembre de 2006, París realizó una inauguración previa bajo invitación y a la mañana siguiente, a las 12:30 h, se inauguró parcialmente la primera etapa del centro comercial, con la apertura de un 75 % de las tiendas para el público (sin contar restaurantes, salas de cine, gimnasio, y tres de las cuatro tiendas principales). Se presume que el motivo para adelantar la apertura del centro comercial fue la intención de aprovechar el bono de aproximadamente $ 9.000.000, entregado por Minera Escondida a sus trabajadores, luego de la huelga.[cita requerida]
Con la inauguración de Falabella y de los locales menores restantes a las 18.45, el 6 de octubre de 2006 se inauguró oficialmente el centro comercial.

#### Mallplaza Alameda

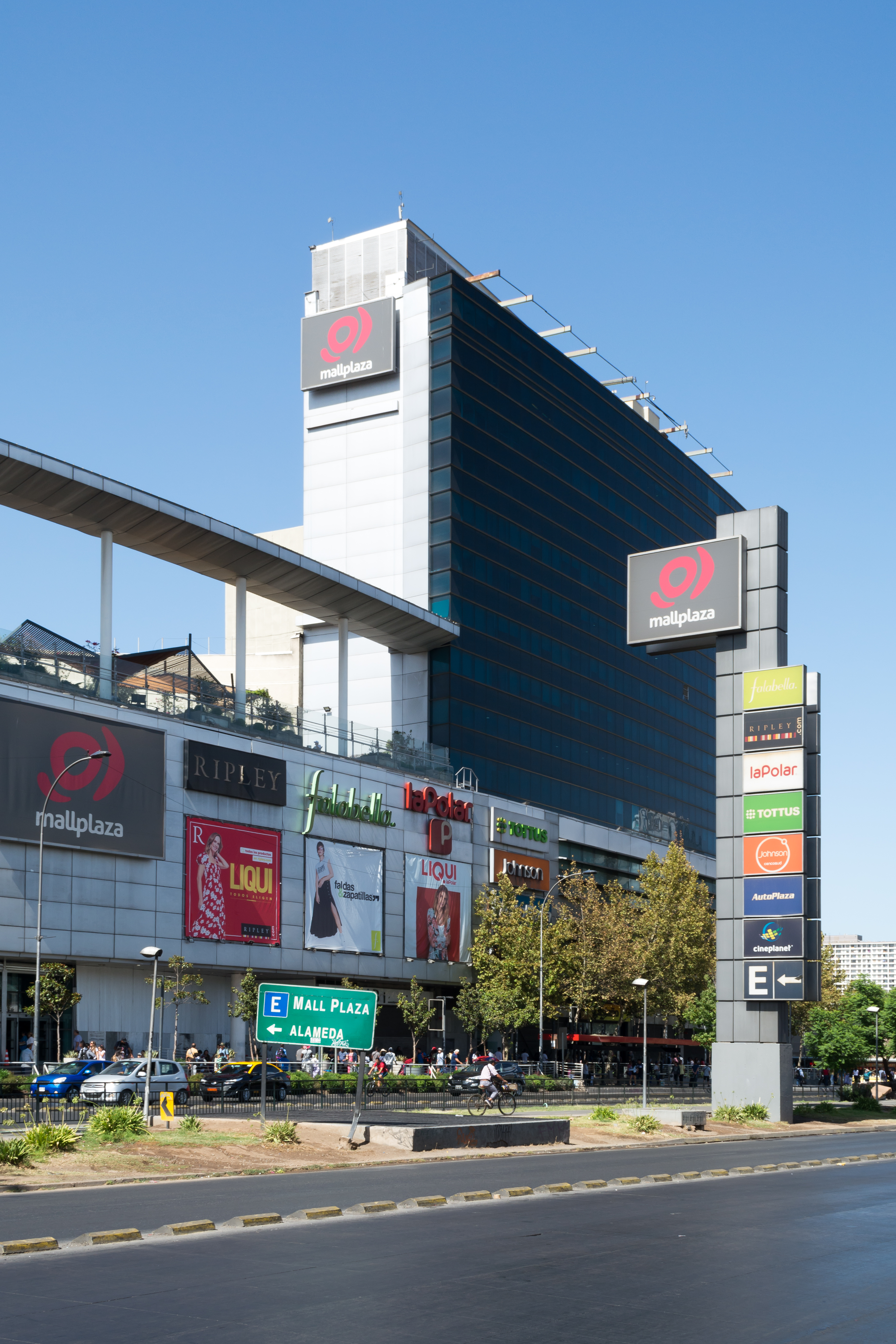
Frontis del Mallplaza Alameda.

Este centro comercial es el noveno de la cadena Mallplaza y fue diseñado para satisfacer las necesidades de las comunas de Santiago Centro, Estación Central, Quinta Normal, Lo Prado. Al momento de su construcción, este centro fue emplazado en los terrenos que hasta 2007 albergaban la antigua Barraca de Maderas y Fierros Valdivia en un terreno de aproximadamente 5000 metros cuadrados de terreno.
Fue inaugurado a finales de abril de 2008 en sucesivas etapas y entre su equipamiento contempla la tienda departamental Ripley y la menor de relevancia H&M, además de 100 tiendas menores en cuatro niveles, seis salas de cine operadas por Cineplanet, un hipermercado Tottus, un centro automotor Autoplaza, un patio de comidas, una zona de entretención Happyland, un centro médico Integramédica, 1400 estacionamientos cubiertos y un edificio de oficinas.
Durante su debido tiempo, operaron las multitiendas Johnson, La Polar y Falabella, las cuales finalizaron sus operaciones entre 2020 y 2023, siendo la primera debido al fin de la marca, la segunda por motivos desconocidos, y la tercera para motivar el sistema de compra en línea Falabella.com
Este centro comercial no ha alcanzado el impacto comercial de otros Mallplaza dado en parte a la ausencia de París y de Sodimac, que se encuentran en el Mall Arauco Estación, ubicado a unos metros al oriente.[cita requerida]

#### Mallplaza Sur

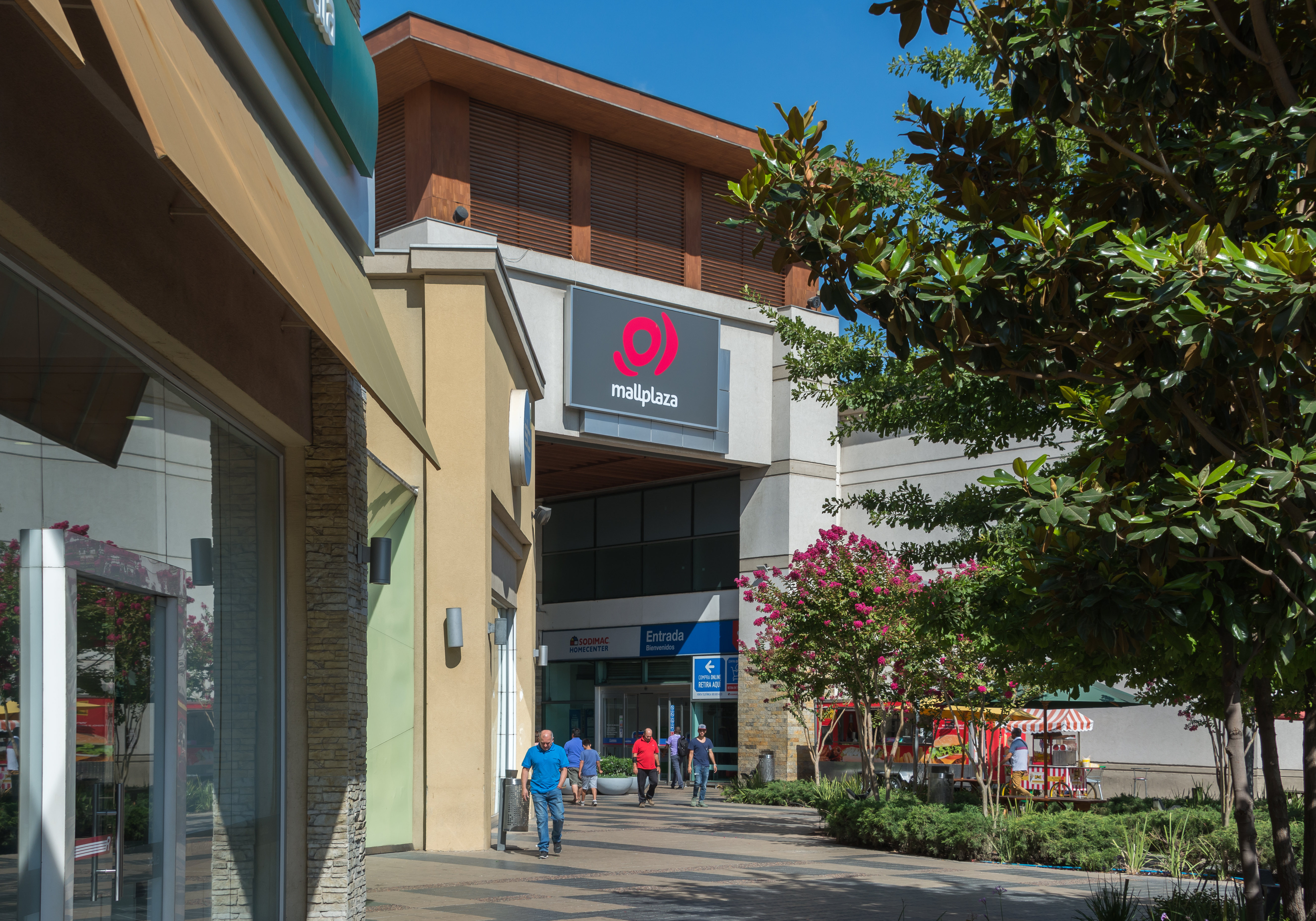
Mallplaza Sur en 2019

Este centro comercial es el décimo centro comercial de la cadena Mallplaza. fue diseñado para satisfacer las necesidades de consumo de las comunas de San Bernardo, La Pintana, El Bosque, Calera de Tango, Buin y Paine.
Está ubicado en el kilómetro 21 de la autopista Central, en la comuna de San Bernardo. Fue abierto al público en noviembre de 2008 y cuenta con la particularidad de ser el mayor Mallplaza en tamaño de terreno disponible.
Su equipamiento consiste en aproximadamente 120 tiendas menores, con una tienda departamentales como Ripley y  un hipermercado Líder, una tienda de mejoramiento de hogar y construcción Sodimac, seis salas de cine operadas por Cinépolis; un patio de comidas, un Happyland, una Biblioteca Viva y un centro automotor Autoplaza. Además cuenta con aproximadamente 3500 estacionamientos en superficie.
Entre 2008 y 2025, operaron las tiendas Falabella y La Polar, las cuales fueron cerrada, la primera fue cerrada en agosto de 2023 para potenciar la venta por Internet de la misma y la segunda fue el 7 de abril de 2025 por decisión de la empresa ante la fusión con Abcdin.
Su competidor directo es el Mall Paseo San Bernardo, ubicado en el centro de la comuna de San Bernardo.
Posee fácil accesibilidad tanto para transporte privado (por medio de la autopista Central o de caminos contiguos a dicha autopista) y público (en la Red Metropolitana de Movilidad se puede acceder por medio de los servicios 211, G02, G07, G08v, G27, G38; también cuenta con una estación del Tren Nos-Estación Central en las cercanías).

#### Mallplaza Calama

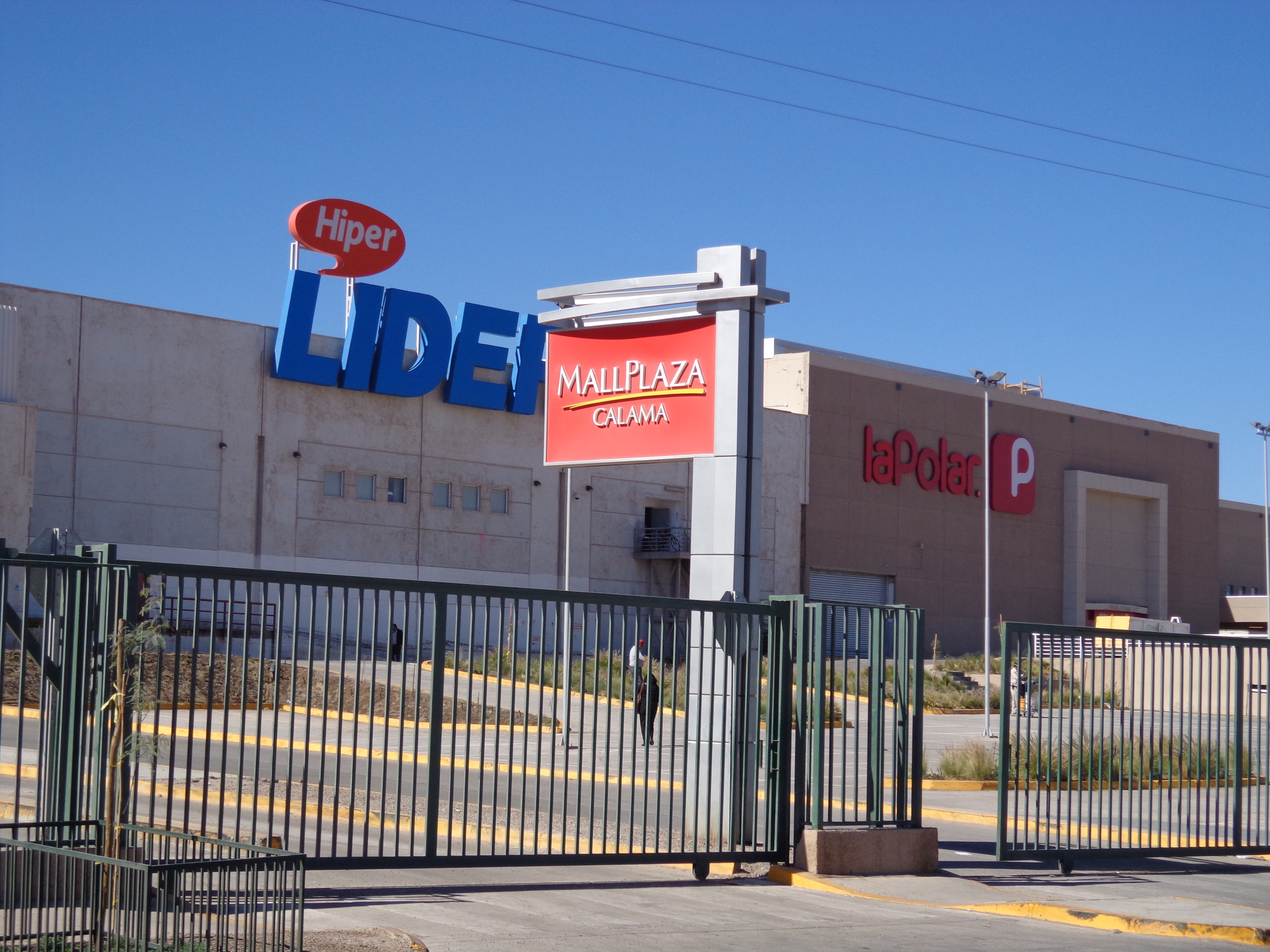
Mallplaza Calama en su parte trasera.

Antes llamado Mall Calama, perteneció al grupo Mall Center que poseía un porcentaje compartido en sociedad con Ripley, París y Líder. Como Mall Calama, fue inaugurado en 2002. 
Fue comprado por Falabella en 2008, empezando en 2009 obras de ampliación que finalizaron en 2011, con nuevas tiendas como La Polar y Dijón; trasladando Falabella, mayor capacidad de los estacionamientos, y con un Instituto Profesional AIEP, además de varios cambios en el diseño arquitectónico.
Mallplaza Calama cuenta con cuatro tiendas departamentales (París, Falabella, Ripley,  y H&M), un hipermercado Líder, una tienda del mejoramiento del hogar y construcción Sodimac, un cine Cinépolis, un Happyland, un patio de comidas, tiendas menores y de servicios.

#### Mallplaza Mirador Biobío

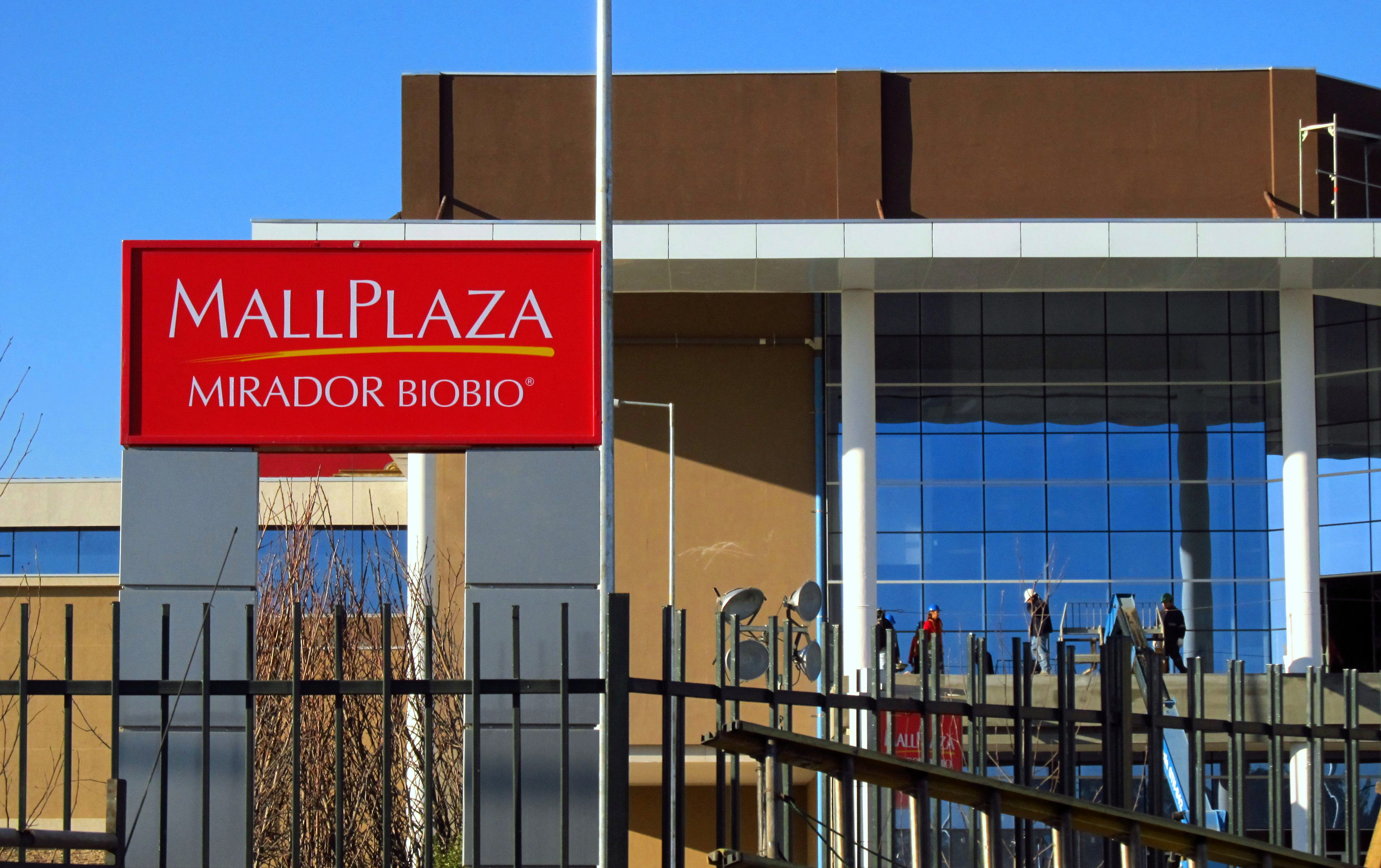
Mallplaza Mirador Biobío.

También llamado Mallplaza Biobío. Es el tercer Mallplaza en la Región del Biobío y el segundo en el Gran Concepción. En 2008 Mallplaza anuncia la compra de aproximadamente 100.000 metros cuadrados en el sector Ribera Norte de Concepción para la construcción del segundo Mallplaza del Gran Concepción. En sus inicios, hubo un conflicto entre la empresa y la Municipalidad de Concepción pues aquel terreno impediría emplazar la prolongación de la calle Maipú (Maipú Poniente) hasta la avenida Costanera, como se estipulaba en el plano regulador comunal; sin muchos resultados. En enero de 2011 finalmente se anunció el inicio de las construcciones y el nombre oficial (Mallplaza Mirador Bio-Bio). Está ubicado frente a un hipermercado Líder (no es parte del centro comercial) ubicado en avenida Arturo Prat al otro lado de la vía férrea.
La apertura de este centro —que alcanzó una inversión final de 85 millones de US$ con 40.000 metros cuadrados arrendados (dimensión total menor a la propuesta en la etapa inicial)— fue de manera parcial. En agosto de 2012 abrieron Sodimac y Tottus (la primera sucursal de esta cadena en el Gran Concepción) y a fines del mismo mes una parte de las tiendas menores del mall junto con el patio de comidas. A fines de ese año se inauguraron las salas de cine operadas por Cinemark, el patio de juegos Happyland, las tiendas menores restantes y la sala de ventas de automóviles AutoPlaza (que en 2016 fue cerrada y reabierta en 2017). En julio de 2013 se inaugura el centro médico Integramédica, convirtiéndose en el segundo de la cadena de centros médicos en el Gran Concepción. Con esta última apertura, la inauguración del Mallplaza Mirador Biobío se completa.

#### Mallplaza Egaña

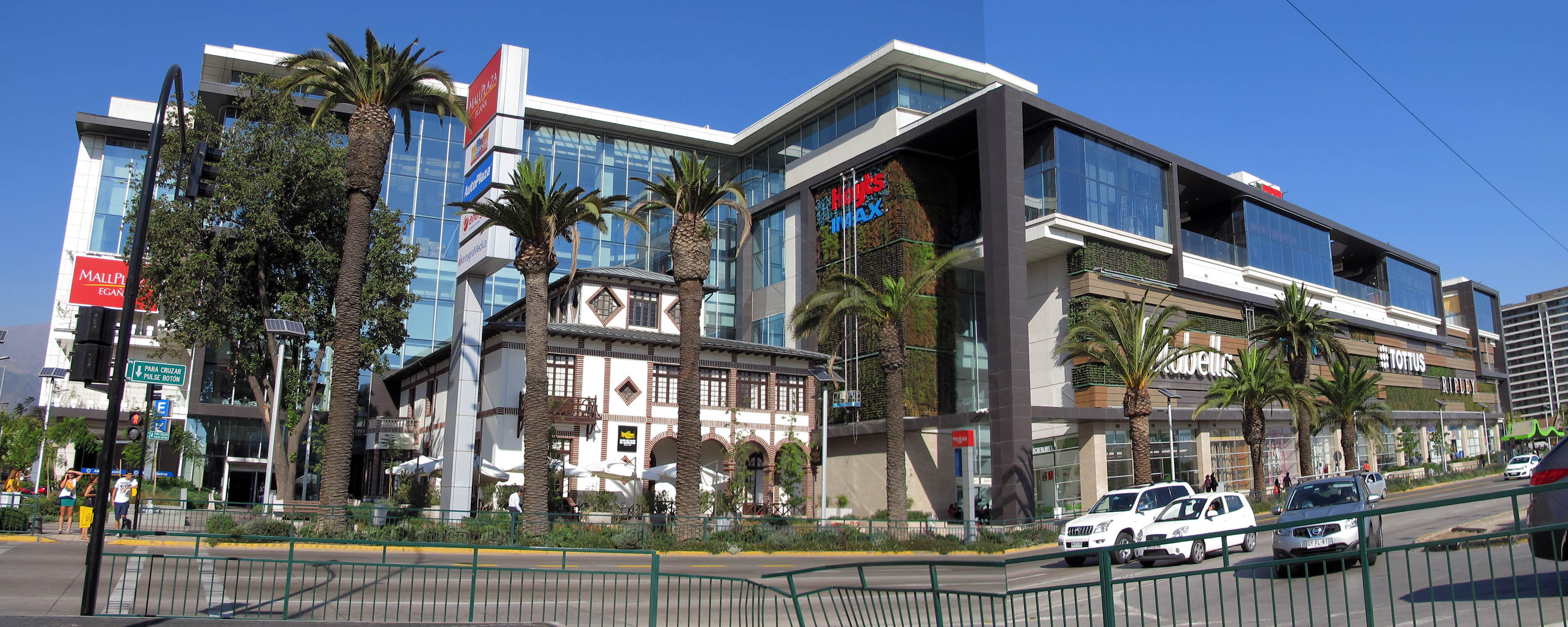
Mallplaza Egaña.

Inaugurado el 18 de diciembre de 2013, es el decimotercer centro comercial de la cadena, pero el primero en el sector oriente de Santiago. Está ubicado en avenida Larraín 5862, a la salida del Metro Plaza Egaña (Línea 4 y 3, esquina con avenida Ossa, en la comuna de La Reina, en el límite con Ñuñoa. Se le considera el más ecológico de Chile, líder en innovación, tecnología y tendencias. Cuenta con tres pisos de amplia oferta comercial y un cuarto piso dedicado a la gastronomía y la entretención con una vista panorámica de la capital. 
Entre los comercios instalados en él figuran dos tiendas por departamento (Ripley y Falabella), un hipermercado Tottus, sector de ventas de autos AutoPlaza, sector Aires, sector La Azotea (sector al aire libre con restaurantes; similar a Las Terrazas), patio de comidas, sector de entretención Happyland, salas de cine Cinépolis (que incluye la primera sala IMAX del país), centro médico Integramédica, sala SCD, Biblioteca Viva, cinco niveles de estacionamiento y otros cinco de ventas (niveles 0 a 4).
En 2022 se inauguró CasaIdeas (donde estaba Homy, cerrado en 2020 por el cierre de la tienda) Y en el año siguiente se inauguró H&M (donde estaba Forever 21, cerrado en 2021)
Este centro comercial en su etapa inicial de diseño contemplaba una tienda Paris, que finalmente fue reemplazado por en el primer piso Zara y segundo piso Casaideas (anteriormente HOMY)

#### Mallplaza Copiapó
Es el décimo cuarto centro comercial de la cadena y el primero en la Región de Atacama y en Copiapó. Cuenta con dos tiendas departamentales (Ripley y Falabella), seis salas de cine Cineplanet, hipermercado Tottus, AutoPlaza, Happyland, patio de comidas, sector Las Terrazas de Mallplaza, y una clínica Integramédica. También cuenta con un bulevar de servicios. Posee más de 100 tiendas, en una superficie construida de 110.000 m² y la arrendable es de 46.000 m²; la inversión es de 97 millones de US$. Se ubica cerca de una de las principales avenidas de Copiapó.
El centro comercial fue inaugurado el 14 de noviembre de 2014 con la apertura de las tiendas Ripley, Tottus, Falabella y establecimientos ubicados en el primer piso. También se construyeron dos puentes que cruzan el río Copiapó.

#### Mallplaza Iquique

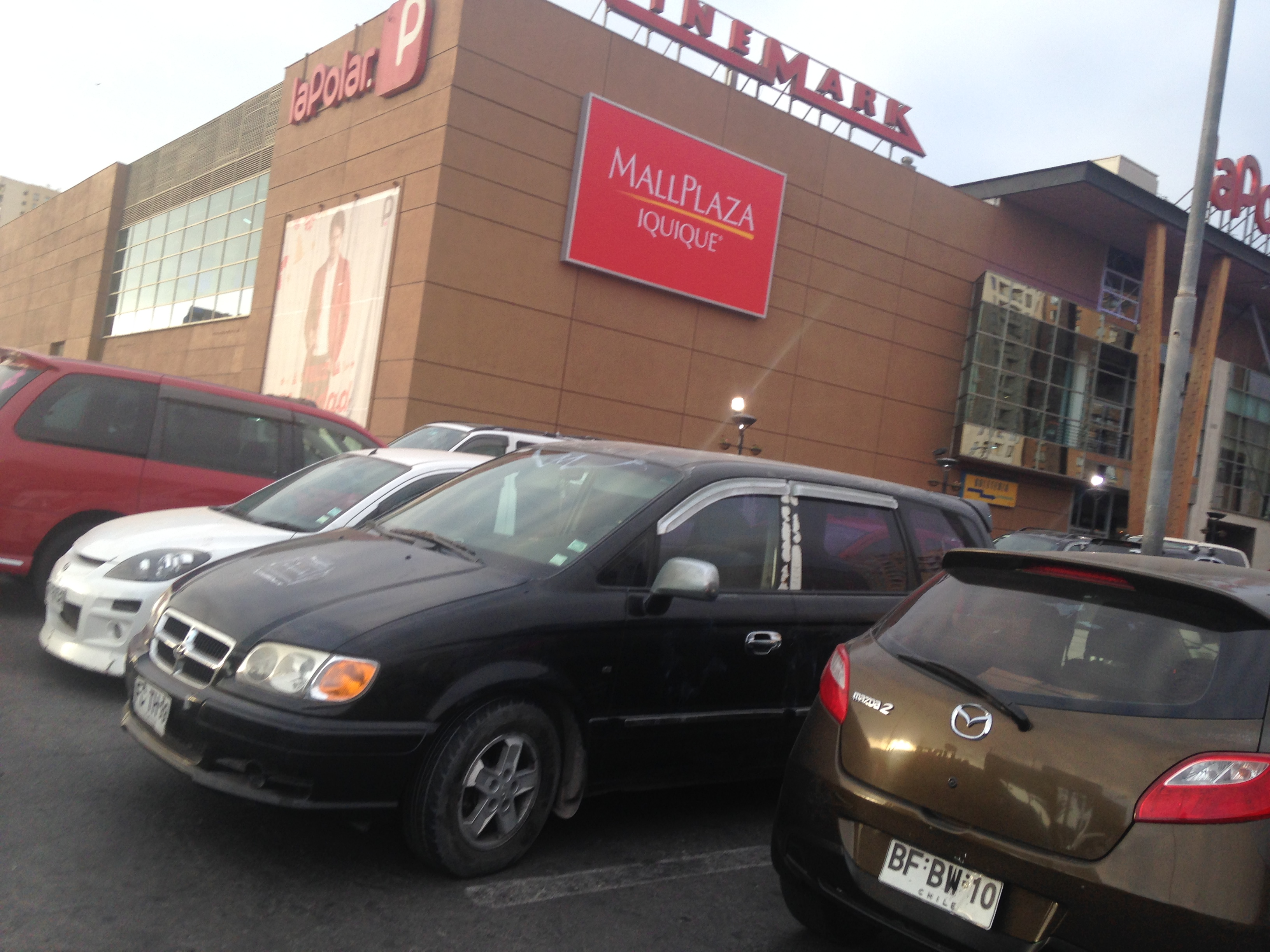
Desde el 17 de diciembre de 2015, Mall Las Américas pasó a llamarse Mallplaza Iquique.

Durante 2012, el grupo Plaza mantuvo negociaciones con los usuarios y dueños de Mall Las Américas, un centro comercial en el sector oeste de la ciudad de Iquique, Región de Tarapacá, inaugurado el 1 de noviembre de 1999. El mall cuenta con una tienda departamental: Falabella; salas de Cinemark, un Happyland y un patio de comidas.
En marzo de 2013, el grupo ingresa a la propiedad adquiriendo un 71,4% de las acciones de la sociedad propietaria del centro comercial. En abril de 2013, el grupo Plaza asume la administración del complejo.
A mediados de 2014, la fachada del centro junto a otros detalles exteriores fueron remozados. Esto da paso a la remodelación de su interior en el año 2015, incluyendo una renovación de techos, pisos, baños, luminarias, etc. También son incorporadas nuevas tiendas. Después de terminados estos trabajos, el día 17 de diciembre de 2015 el centro cambia de nombre siendo bautizado como Mallplaza Iquique.
Entre 1999 y 2025 estuvo la tienda La Polar la cual cerro su tienda el 7 de abril por decisión de la empresa ante la fusión con Abcdin.

#### Mallplaza Los Dominicos
Inaugurado el 1 de septiembre de 2017, es el décimo sexto Mallplaza, ubicada en la intersección de las avenidas Colón y Padre Hurtado, en la comuna de Las Condes en el sector nororiente de Santiago con fuerte componente del segmento C2; busca satisfacer los altos estándares de consumo de las familias de Las Condes y La Reina.
Posee 3 tiendas por departamento (Falabella, Ripley y H&M), tiendas de materiales de construcción Sodimac, hipermercado Tottus, salas de cine Cinépolis, centro médico Integramédica, patio de comidas, Biblioteca Viva, zona de juegos infantiles Happyland sector La Azotea y más de 250 tiendas variadas (muchas de las cuales hacen su estreno en Chile). Además posee novedades en el formato de centros comerciales, incluyendo tiendas pop-up, workshops, zonas de co-work, exposición Happy Wall y Eva, un robot anfitrión. Es apodado también el "mall de los millennials", principalmente por su tecnología y sus tiendas enfocadas al adulto joven.

#### Mallplaza Arica
Es el primero que se instala en la Región de Arica y Parinacota y en la capital regional, Arica. El proyecto se emplaza en 66.471 metros cuadrados en la ciudad del norte de Chile. Se encuentra en una de las arterias principales de la ciudad y muy cercana a la playa Chinchorro. El proyecto cuenta con dos tiendas departamentales Ripley, Falabella y H&M, un Cinemark con 7 salas de cine, una zona de juegos infantiles Happyland y un hipermercado Líder. Fue inaugurado el 12 de abril de 2018.

### Perú
Mallplaza entró al Perú por la alianza entre los grupos chilenos Falabella y Ripley en noviembre de 2007 con el nombre de Mall Aventura Plaza.
En mayo de 2016, se dividieron los activos de la cadena en Perú. Así, el Grupo Falabella se vuelve dueño de un número de centros comerciales a los que renombran Mallplaza, mientras Ripley utiliza el nombre Mall Aventura en los centros comerciales de su propiedad, después de que Mallplaza adquiriese Open Plaza, Mallplaza Perú apuesta por tener zonas gastronómicas, y nuevas marcas.

#### Mallplaza Trujillo
Mallplaza llegó a Perú en 2007 (bajo el nombre de Mall Aventura Plaza). Es el primer centro comercial de la cadena Mallplaza en Perú inaugurado el 30 de noviembre de 2007, en el área metropolitana de Trujillo. Está ubicado en la metrópoli norteña de Trujillo, es el segundo centro comercial del detallista chileno, este centro comercial cuenta con Falabella, Ripley, Mango, Motorplaza, Cinemark, Coney Park, Tottus, Crate&Barrel y Sodimac en sus formatos Constructor y Homecenter. En el 2014 el centro fue remodelado con nuevas marcas como la Clínica Internacional y la multitienda París la cual operó hasta 2020 que fue reemplazado por la tienda Hiper Asia   El mall volvió a pasar por una remodelación general dos años después, el 2016. En 2019 se sumó al centro comercial el instituto de inglés Británico. En 2020 se anunció la ampliación del mall con la modernización de Falabella y la inauguración del gimnasio Smart Fit . La ampliación concluyó oficialmente en 2023.

#### Mallplaza Bellavista
Es el segundo centro comercial de la cadena Mallplaza en Perú, ubicado en Lima y fue inaugurado el 11 de diciembre de 2008. Cuenta con más de 140 locales comerciales, Falabella, Ripley,, Motorplaza, Tottus, Cinemark, Crate&Barrel y Sodimac en sus formatos Constructor y Homecenter, además cuenta con el gimnasio  Smart Fit y estacionamientos subterráneos. En el 2014 inicia un proceso de ampliación incluyendo nuevas marcas de todos los rubros y añade la multitienda París, la cual operó hasta 2020. Está ubicado en el sector Bellavista en la región Callao.

#### Mallplaza Arequipa
Está ubicado en la metrópoli de Arequipa (metrópoli sureña de Arequipa) en el distrito de Cayma, sobre el antecesor Open Plaza Falabella inaugurado en 2002, el cual pasó por una remodelación en 2016 adicionando nuevas tiendas, restaurantes entre otros sumando a Falabella, Tottus, Mango y Cineplanet que ya están presentes, se le ha añadido la multitienda Ripley; bulevar financiero y gimnasio. Este centro comercial compite con el Mall Cenco Arequipa (Metro-Cinepolis) y el Real Plaza Arequipa (Oechsle-Plaza Vea-H&M-Casa Ideas, al costado de la tienda Estilos). El centro genera más de 1500 empleos.

#### Mallplaza Comas
Está ubicado en la metrópoli de Lima en el distrito de Comas, en la avenida Los Ángeles. Fue inaugurado el 1 de septiembre de 2020 inicialmente con pocas tiendas. Tiene más de 83.000 metros cuadrados de área arrendable para el comercio y cuenta con las tiendas Falabella, Ripley, Tottus, Cinemark y Sodimac, en sus formatos Constructor y Homecenter. Además de gimnasio, patio de comidas y 220 locales comerciales. Asimismo, tiene servicios variados como un centro médico y oficinas.

#### Mallplaza Angamos
Se encuentra en la Avenida Tomás Marsano en el distrito de Surquillo en donde antes estaba su antecesor Open Plaza Angamos Luego de la adquisición del 100% de las acciones de las operaciones de Open Plaza tras un acuerdo entre Grupo Falabella y Mallplaza, fue inaugurado en el año 2010, y cuenta con más de 50.000 metros cuadrados de área arrendable, cuenta con la tienda de departamentos Falabella, una tienda de mejoramiento del hogar Sodimac en sus respectivas versiones de Homecenter y Constructor, un supermercado Tottus, una tienda de ropa Mango, y un cine Cinemark. Cuenta con más de 120 locales.

#### Mallplaza Huancayo
El actual Mallplaza Huancayo comenzó como Open Plaza Huancayo, un proyecto del Grupo Falabella inaugurado en 2016, tras una inversión superior a S/ 280 millones. Este centro comercial, ubicado en la Avenida Ferrocarril, en el distrito de El Tambo, Huancayo, cuenta con tres niveles y estacionamiento para 650 vehículos, alberga tiendas como Falabella, Tottus, Sodimac y Cinemark, además de locales de empresas locales e internacionales. Su apertura generó alrededor de 1,500 empleos directos en Huancayo. Recientemente, Mallplaza adquirió la cadena Open Plaza, y el centro comercial de Huancayo cambió de nombre a Mallplaza Huancayo, manteniendo su relevancia en la ciudad.

#### Mallplaza Piura
El actual Mallplaza Piura comenzó como Open Plaza Piura, un proyecto del Grupo Falabella inaugurado en 2010. Este centro comercial, ubicado en el  Distrito de Castilla, Piura, cuenta con cuatro niveles y estacionamiento para 2,200 vehículos, alberga tiendas como Falabella, Tottus, Sodimac y Cinemark, además de empresas locales e internacionales. Recientemente, Mallplaza adquirió la cadena Open Plaza, y el centro comercial de Piura cambió de nombre a Mallplaza Piura, manteniendo su relevancia en la ciudad.

### Colombia

#### Mallplaza Cartagena
Mallplaza llegó a Colombia en 2011 con el Mallplaza Cartagena con más de 65.000 metros cuadrados. Cuenta con marcas grandes como Carrefour (más tarde Jumbo), Falabella, Dollarcity, Smart Fit, Home Sentry y muchas más. Es el segundo centro comercial más visitado de Cartagena, solamente superado por el Caribe Plaza.

#### Mallplaza Manizales
El 16 de agosto de 2018 abre sus puertas el Mallplaza Manizales con un total de 39.000 m² arrendables. Una de sus principales novedades que será el primer Falabella de Manizales, también cuenta con marcas como Cinépolis, Smart Fit, SAO como anclas, además, tiene otras marcas reconocidas en Colombia.

#### Mallplaza Buenavista
Ubicado en carrera 55 con calle 98 de Barranquilla. Abrió sus puertas el 14 de noviembre de 2019 en compañía con AS Constructora (empresa que construyó el Centro Comercial Buenavista), conformando el complejo comercial más grande del caribe colombiano.

#### Mallplaza NQS
Ubicado en la avenida NQS con avenida calle 19 de la ciudad de Bogotá. En agosto de 2020, Mallplaza adquirió el Centro Comercial Calima La 14, propiedad de Almacenes La 14, el cual pasó a llamarse Centro Comercial Mallplaza NQS el 29 de noviembre de ese año. El 25 de septiembre de 2023 se abrió la primera tienda de IKEA en Colombia.

#### Mallplaza Cali
Ubicado en la Calle 3 con Carrera 52 en el barrio Cuarto de Legua de la ciudad de Cali en el antiguo parqueadero de la plaza de toros, su inauguración fue el 21 de marzo de 2024. Es la quinta tienda en abrir en Colombia y se espera que la tienda IKEA abra en el primer semestre del 2024, siendo su segunda tienda en Colombia.